# Walter Delius (Theologe)
Walter Delius (* 28. Dezember 1899 in Glauchau; † 11. Mai 1972 in Berlin) war ein deutscher evangelischer Theologe und Kirchenhistoriker.
Nach dem Kriegseinsatz studierte Delius Evangelische Theologie an den Universitäten Halle und Tübingen und absolvierte anschließend das Domkandidatenstift in Berlin. Nach seiner Promotion zum Doktor der Philosophie im Jahr 1924 arbeitete Delius als Pfarrer in Ammendorf bei Halle. 1928 promovierte er zum Lic. theol. und wechselte in das Pfarramt der Christophorus-Gemeinde in Berlin-Friedrichshagen. Hier schloss er sich der Bekennenden Kirche an und hatte oft Auseinandersetzungen mit der Gestapo. 1937 wurde er für drei Wochen in Schutzhaft genommen. 1945 wurde er zunächst nebenamtlich Dozent für Kirchengeschichte an der Kirchlichen Hochschule Berlin-Zehlendorf, wo er 1949 eine ordentliche Professur erhielt.
Delius’ Forschungsschwerpunkte waren das Frühmittelalter, die Reformationszeit und die Kirchengeschichte Berlin-Brandenburgs.
Die Theologische Fakultät Halle verlieh ihm 1954 die Ehrendoktorwürde.
Sein Sohn Hans-Ulrich Delius war ebenfalls Professor für Kirchengeschichte.

## Schriften (Auswahl)
- Die Bilderfrage im Karolingerreich. Inaugural-Dissertation. Halle 1928.
- Die Evangelische Kirche und die Revolution 1848. Berlin 1948.
- Kirchengeschichte – Geschichte der Kirche Jesu Christi. Berlin 1948.
- Der Protestantismus und die russisch-orthodoxe Kirche. Berlin 1950.
- Justus Jonas 1495–1555. Berlin 1952.
- Die Reformationsgeschichte der Stadt Halle/Saale. Berlin 1953.
- Geschichte der irischen Kirche von ihren Anfängen bis zum 12. Jahrhundert. München, Basel 1954.
- (als Hrsg.): Texte zur Geschichte der Marienverehrung und Marienverkündigung in der Alten Kirche (= Kleine Texte für Vorlesungen und Übungen. 178). Berlin 1956. 2. Auflage 1973.
- (als Hrsg.): Texte zur Mariologie und Marienverehrung der mittelalterlichen Kirche (= Kleine Texte für Vorlesungen und Übungen. 184). Berlin 1961.
- Geschichte der Marienverehrung. Reinhardt, München, Basel 1963.
- Antonio Possevino, Ivan Groznyj: Ein Beitrag zur Geschichte der kirchlichen Union und der Gegenreformation. Akademie, Berlin 1965 (= Abhandlungen der Deutschen Akademie der Wissenschaften zu Berlin. 4).